# Paradoxidoidea
A Paradoxidoidea a háromkaréjú ősrákok (Trilobita) osztályának a Redlichiida rendjéhez, ezen belül a Redlichiina alrendjéhez tartozó öregcsalád.

## Rendszerezés
Az öregcsaládba az alábbi családok tartoznak:
- Centropleuridae
- Paradoxididae
- Xystriduridae